# Международный день солидарности журналистов
Международный день солидарности журналистов (англ. International Day of Journalists' Solidarity) — интернациональный день солидарности журналистов, корреспондентов и репортёров, который отмечается по всей планете ежегодно, 8 сентября.

## История и празднование
Международный день солидарности журналистов был установлен в 1958 году, по решению IV конгресса Международной организации журналистов (МОЖ) — старейшего и самого крупного интернационального журналистского объединения в мире.
Дата для проведения этого международного дня была выбрана не случайно. Именно в этот день, в 1943 году, в Берлине, нацистами был казнён арестованный гестапо в апреле 1942 года, чехословацкий журналист, литературный и театральный критик, публицист, активист чехословацкой компартии Юлиус Фучик. Даже в нацистских застенках Юлиус не оставил профессию и успел написать книгу «Репортаж с петлёй на шее» (чеш. Reportáž psaná na oprátce) за которую был посмертно в 1950 году удостоен Международной премии Мира.
Уже традиционно, в день солидарности журналистов, по всей планете проходят собрания и конференции, на которые приезжают журналисты из самых различных стран мира. На этих профессиональных съездах, представители четвёртой власти делятся своим журналистским опытом, и отмечают наиболее достойных в своей среде.